# Cololejeunea subsphaeroidea
Cololejeunea subsphaeroidea là một loài Rêu trong họ Lejeuneaceae. Loài này được (R.M. Schust.) Pocs mô tả khoa học đầu tiên năm 2008.